# 屈万祥
屈万祥（1949年—），汉族，中华人民共和国政治人物、第十一届全国政协委员。
加入中国共产党，担任中共中央纪委常委、监察部副部长、国家预防腐败局副局长。2008年，当选第十一届全国政协委员，代表中国共产党，分入第二组。并担任社会和法制委员会专委。